# Hindelbank
Hindelbank es una comuna suiza del cantón de Berna, situada en el distrito administrativo del Emmental. Limita al norte con las comunas de Kernenried y Lyssach, al este con Mötschwil, al sur con Krauchthal y Bäriswil, y al oeste con Mattstetten y Münchringen.
Hasta el 31 de diciembre de 2009 situada en el distrito de Burgdorf.

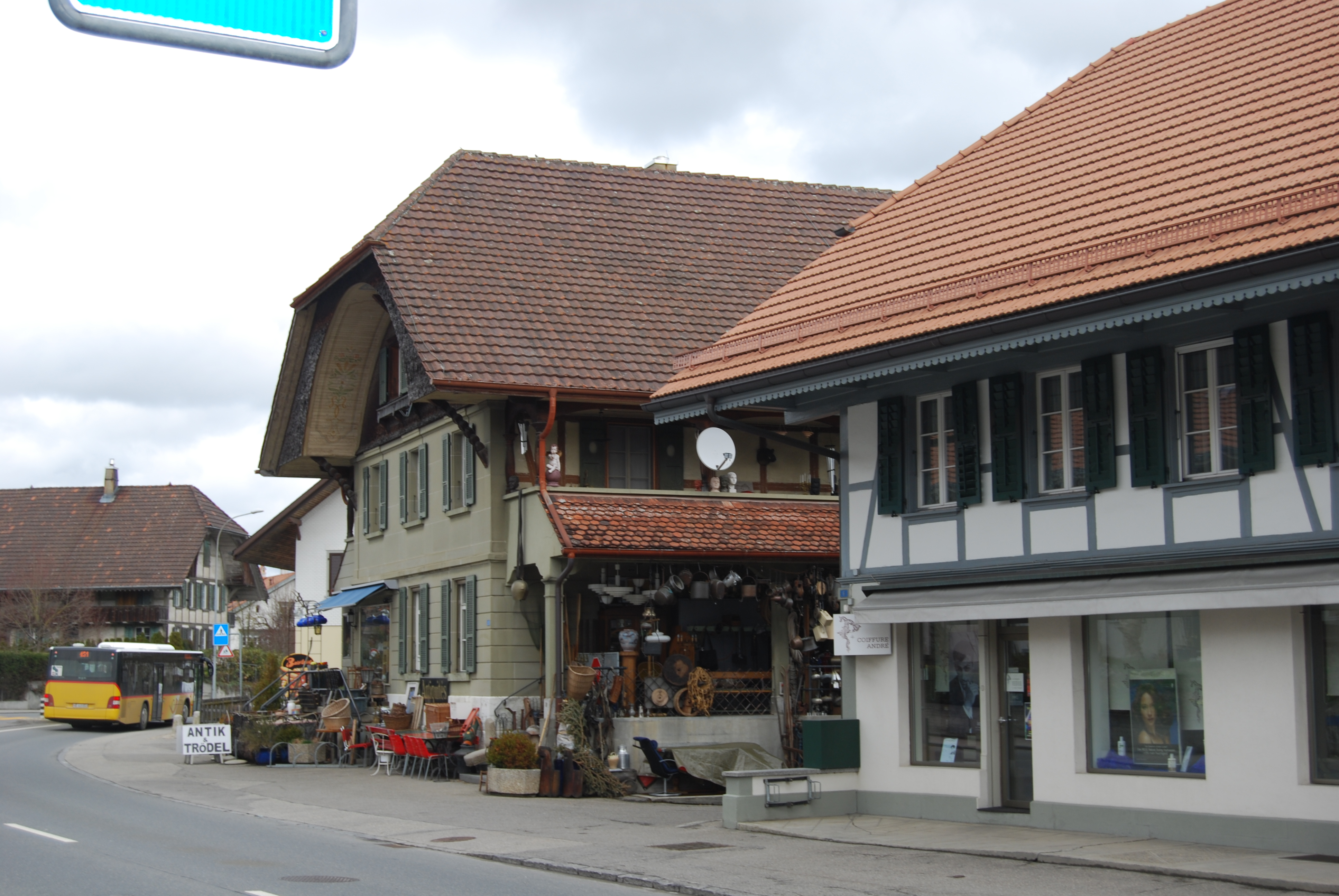
Hindelbank